# Juan Córdoba Roda
Juan Córdoba Roda   (26 de juliol de 1934 - Barcelona, 21 de novembre de 2020) va ser catedràtic de Dret Penal de la Universitat de Barcelona, conegut per haver defensat Jordi Pujol durant el cas Banca Catalana i José María Ruiz-Mateos en diverses causes. Era casat i pare de quatre fills. Va ser membre numerari de l'Acadèmia de Jurisprudència i legislació de Catalunya, membre del consell de redacció de la Revista Jurídica de Catalunya i autor de diverses obres de dret penal.

## Biografia
De jove va estudiar a la Universitat de Múnic durant dos anys, fet que el va influenciar. Durant tota la seva carrera mostraria referents de l'escola alemanya. També va estudiar un any a Itàlia. Va començar a treballar el 1963 a la Universitat d'Oviedo, on va obtenir la seva primera càtedra en dret penal. Tres anys després es va traslladar a la Universitat de València, on hi va romandre durant quatre anys. El 1971 es traslladaria a Barcelona, on va ocupar la càtedra de Dret Penal de la Universitat de Barcelona, juntament amb el seu mestre Octavio Pérez-Vitòria. Durant aquesta etapa va publicar diversos manuals i obres de referència sobre dret penal.
Entre els anys 1979 i 1983, va assumir el deganat de la facultat de Dret de Barcelona, substituint a Manuel Jiménez de Parga quan aquest fou nomenat ministre. El 1979, després d'una vida dedicada a la docència, també va començar a exercir l'abogacia a nivell professional. Fou un dels advocats defensors de Miquel Sellarés, en referència a un cas de crema de banderes espanyoles. També va defensar funcionaris de la policia catalana durant la desarticulació de la secta Ceis. Juntament amb Piqué Vidal, fou l'advocat defensor de Jordi Pujol en el cas Banca Catalana.
Membre assessor de la Junta de Seguretat de Catalunya, des de 1978 fou vocal permanent de la Comissió General de Codificació. També fou advocat defensor de José María Ruiz Mateos.
El 1980 va fundar el bufet d'advocats Córdoba Roda. Des de llavors ha defensat personalitats com Jordi Pujol i Soley (Cas Banca Catalana), Ruiz Mateos i Albert Vilalta i González (Cas FGC).
Va morir el dia 21 de novembre de 2020.

## Publicacions destacades
- Culpabilitat i pena (1977) ISBN 9788471626837
- Sistema penal y carpeta actualización ISBN 9788476952146
- Abogacia, secreto profesional y blanqueo de capitales (Marcial Pons, 2006)
- Comentarios código penal parte general.(incorpora la reforma ley orgánica) (Marcial Pons, 2011) ISBN 9788497688512
- Una nueva concepcion del delito. La doctrina finalista (B d F, 2014) ISBN 9789974708402